# Julio Durán Neumann

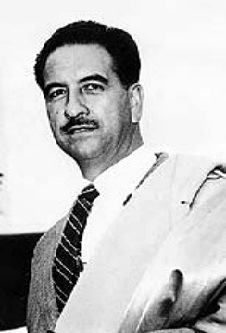
Julio Durán Neumann (1918-1990)

Julio Antonio Gastón Durán Neumann (Traiguén 20 maart 1918 - Richmond (Virginia), 27 september 1990) was een Chileens politicus.

## Biografie
Hij bezocht het Instituto Nacional en studeerde vervolgens rechten aan de Universiteit van Chili. Hij was voor korte tijd werkzaam als advocaat, om zich vervolgens volledig te wijden aan de landbouw en het bedrijfsleven.
Julio Durán engageerde zich politiek voor de Partido Radical (Radicale Partij). Van 1942 tot 1944 gaf hij leiding aan de jeugdafdeling van de partij. Binnen zijn partij behoorde hij tot de rechtervleugel. In 1945 werd hij in de Kamer van Afgevaardigden gekozen. Van 1955 tot 1957 was hij voorzitter van de Kamer van Afgevaardigden. In 1957 nam hij zitting in de Senaat. Hij bleef senator tot 1973.
Durán nam deel aan de 1964 presidentskandidaat voor de Partido Radical; hij kreeg 5,0% van de stemmen en eindigde als derde.
Uit onvrede over de linkse koers van de PR, beëindigde hij zijn lidmaatschap van die partij en was in 1969 een van de oprichters van de centrumrechtse Democracia Radical (Radicale Democratie).
In 1989 was hij kandidaat voor de Senaat, maar hij werd niet gekozen.
Julio Durán was getrouwd met María Gertrudis Salazar Navarro. Uit dit huwelijk kwamen twee kinderen voort.